# Холмське Євангеліє
Хо́лмське Єва́нгеліє (апракос) — текст кінця XIII століття, написаний церковнослов'янською мовою з виразними рисами української фонетики (167 аркушів). Пам'ятка української мови. Зберігається у Російській державній бібліотеці (Москва).

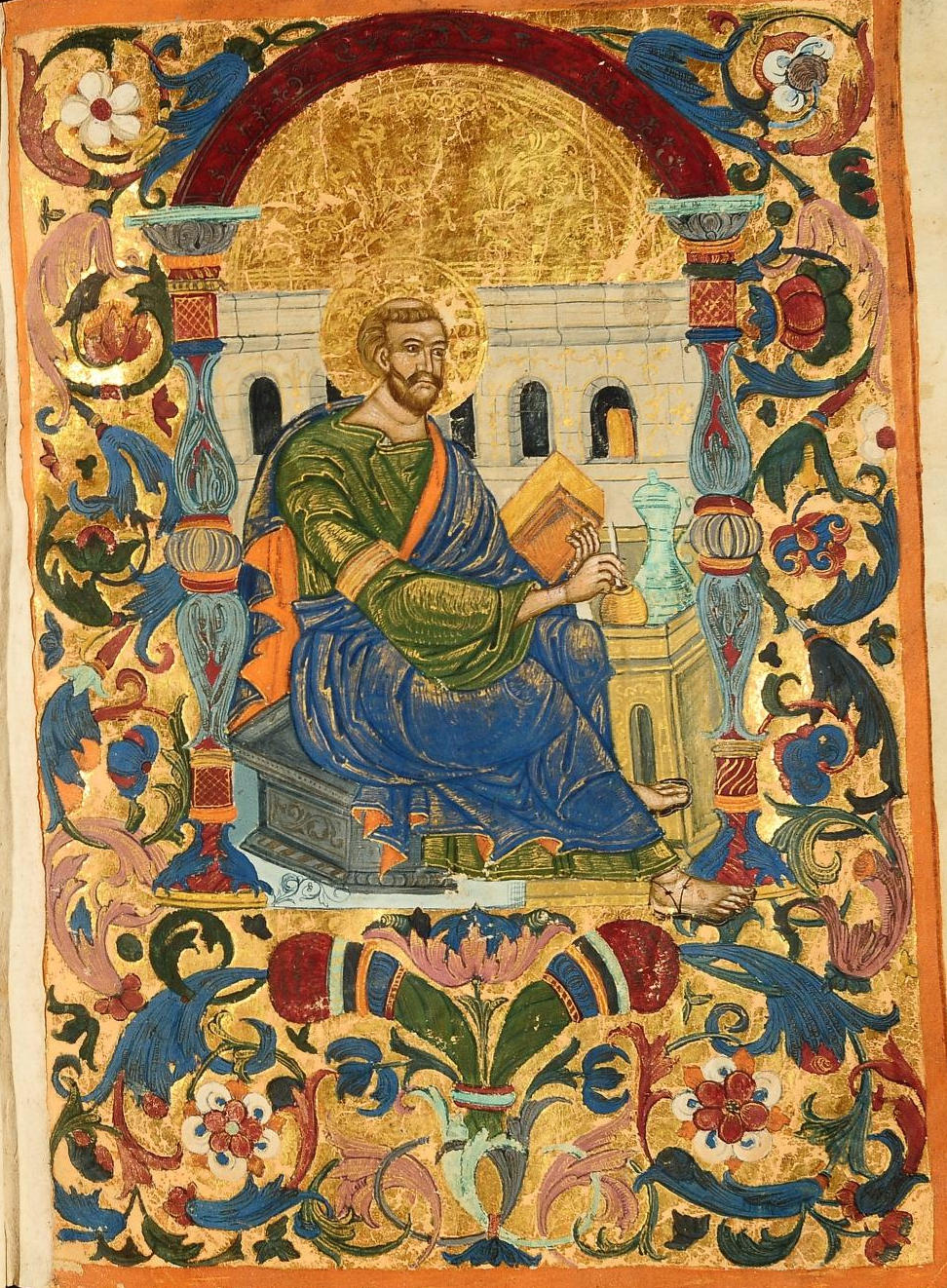
Сторінка з Холмського Євангелія

Являє собою т. зв. повний апракос, тобто богослужбове Євангеліє, що містить читання на всі дні церковного року від
Пасхи до Великого Посту. Пергаменний манускрипт, написаний уставом в один стовпець
(крім аркушів 151—167, де текст написаний у два стовпчики), налічує 167 аркушів. Частину текстів усередині пам'ятки втрачено.
На нижніх полях арк. 4–12 вміщено датований 1376 р. дарчий запис князя Юрія-Андрія Острозького (п. бл. 1377 р.), сина холмського князя Данила, церкві Пречистої Богоматері в Холмі. Звідси й назва пам'ятки.
Рукопис придбаний 1821 р. в Одесі для М. Румянцева в невідомого вихідця з Молдови. Уривки з Холмського Євангелія й дарчий запис надрукував Олексій Соболевський в «Очерках из истории русского языка» (К. 1884, відбитка з «Киевских университетских известий»).
Мова рукопису церковнослов'янська, з численними рисами, притаманними західноволинським говорам української мови. Думки, що пам'ятка не тільки зберігалася в м. Холм, а й була створена тут, дотримувалися О. Х. Востоков, О. Соболевський, М. Волков, М. Миловський, І. Свєнціцький, Я. Запаско тощо.
Євангеліє оздоблене кольоровими заставками та ініціалами XIII століття Аркуші 1–3 вставлені й містять мініатюри XVI століття: зображення євангелістів Луки, Матвія й Марка.
Авторство мініатюр достовірно приписують видатному українському книжковому майстрові (ілюмінаторові, іконописцю-мініатюристу) Андрійчині, який широко використовував декоративні мотиви західноєвропейського походження (готичні, ренесансні).
У 2015 р. зусиллями Волинської єпархії УПЦ (МП), видавництва «Горобець» та небайдужих до рідної культури людей було надруковане факсиміле «Холмського Євангелія» доповнене науковими статтями: з історії Холмського Євангелія XIII століття В. Корнієнка, з художнього оздоблення рукопису В. Александровича, з історії українців Холмщини П. Троневича.